# Nisís Plateía
Nisís Plateía är en ö i Grekland.   Den ligger i prefekturen Nomós Argolídos och regionen Peloponnesos, i den södra delen av landet, 90 km sydväst om huvudstaden Aten. Arean är 2,0 kvadratkilometer.
Terrängen på Nisís Plateía är platt. Den sträcker sig 1,6 kilometer i nord-sydlig riktning, och 2,4 kilometer i öst-västlig riktning.